# Léopold Gourp
 (mai 2023).
Si vous disposez d'ouvrages ou d'articles de référence ou si vous connaissez des sites web de qualité traitant du thème abordé ici, merci de compléter l'article en donnant les références utiles à sa vérifiabilité et en les liant à la section « Notes et références ».
Léopold Gourp (né le 1er août 1900, mort le 5 décembre 1926) est un pilote des lignes aériennes Latécoère.
Ingénieur de formation, il entre chez Latécoère en 1924 comme pilote. Sur la ligne Toulouse-Saint-Louis-du-Sénégal, il fait un atterrissage forcé dans le Rio de Oro, le 11 novembre 1926. Blessé et capturé par les Maures, il sera libéré dix jours plus tard mais mourra le 5 décembre suivant des suites de ses blessures. Les Maures tueront aussi ses compagnons : le pilote Henri Erable et le mécanicien Lorenzo Pintado.

## Biographie
Le 1er août 1900 naissait Léopold Gourp au domaine des Salices, près de Rieux-Minervois (Aude). Il vit avec ses frères et sœurs Irène, Louis, Hildebert, Rose, Marthe et Margot. Les sept enfants Gourp vont à l'école à Rieux-Minervois. Léopold est l'aîné d'une grande famille de travailleurs. La famille Gourp est bien connue à Rieux Minervois, pas seulement pour leur bonne taille, mais aussi pour leur bon caractère, toujours de bonne humeur, toujours le mot pour rire et une attirance rare pour la mécanique.
À la fin de la Grande Guerre, il est mobilisé à l'âge de 18 ans. Lorsque celle-ci prend fin, il s'engage à Istres à l'École de l'Air ; il ne vit que pour la mécanique depuis son jeune âge. II obtiendra son brevet de pilote et part comme instructeur à Meknès au Maroc. Quelques actions d'éclat durant la guerre du Rif lui vaudront des félicitations et ses premières distinctions.
En 1924, il est recruté par la Compagnie Aérienne Latécoère, future Aéropostale, dirigée par Didier Daurat. Il ouvrira avec Émile Lécrivain la ligne Toulouse-Alicante pour transporter le courrier. Dès mai 1925, avec André Dubourdieu, il sera affecté sur le tronçon de la ligne Casablanca-Dakar, l'un des plus dangereux à cause des Maures rebelles et hostiles.
Il deviendra l'ami de tous les autres pilotes[Quoi ?] et achètera même une voiture Amilcar rouge avec Jean Mermoz. Il acquiert également une maison au Sénégal. Le désert mauritanien devenant de plus en plus dangereux, Didier Daurat demande aux avions de voler par équipe de deux.
Le matin du 11 novembre 1926, Gourp décolle de Cap Juby avec le courrier pour Villa Cisneros, emmenant avec lui un interprète. Le deuxième Breguet XIV qui était attribué à Mermoz est finalement piloté par Erable, qui a demandé à Mermoz de le remplacer sur son courrier vers Casablanca, afin de voler avec son ami Gourp. Il emmène à son bord le mécanicien Pintado. Léopold sera contraint à un atterrissage forcé car il a décelé une panne de gicleur. Il fait signe à Erable et Pintado de continuer leur vol car il estime que la panne est facile à réparer (quelques grains de sable dans le gicleur). Cependant, Erable et Pintado, soucieux de sa sécurité, font demi-tour pour l'aider et reviennent se poser à côté de l'avion de Gourp. En atterrissant, Erable casse une roue de son avion et vient toucher l'aile de l'avion de son camarade. Les deux avions sont immobilisés au sol. L'attention de deux rebelles maures a été attirée par les va-et-vient de l'avion. Ils retrouveront facilement le lieu de l'atterrissage. Ils sont armés, les aviateurs, non… Ils capturent immédiatement Erable, Pintado, Gourp et leur interprète et leur demandent de marcher devant. Ils ouvrent rapidement le feu sur le groupe. Erable et Pintado sont tués sur le coup, Gourp est grièvement blessé à la hanche droite. Il saigne abondamment. L'interprète fait comprendre aux rebelles que Gourp, encore en vie, peut être échangé contre une rançon. Pour cautériser la plaie, ils mettront du crottin de chameau. Gourp ne peut plus s'asseoir. Ils l'attachent sur le dos du chameau.
Il traversera ainsi le désert pendant 22 jours alors que la gangrène le ronge. Il s'affaiblit, parfois, s'évanouit ; la douleur est trop forte, alors profitant d'un moment d'inattention de ses gardes, Gourp demande à son interprète la trousse à pharmacie de l'avion et absorbe une grande quantité d'acide phénique (phénol) afin de mettre fin à ses jours. Alors que ses bourreaux le croient mort, ils défont ses liens et le jettent à terre. La chute est lourde et Gourp gémit. Se rendant compte qu'il vit encore, ils le remettent sur le chameau, alors que la demande de rançon de 5000 pesetas est convoyée par le pilote Edmond Lassale qui récupèrera Gourp, laissé pour mort mais vivant, abandonné par ses ravisseurs près de Cap Juby. Plus tard, Jean Mermoz ne retrouvera qu'une mèche de cheveux d'Erable, mais rien de son cadavre ni de celui de Pintado sur les lieux du drame où les épaves des deux avions furent pillées et brûlées. Les bêtes sauvages avaient eu raison de leurs dépouilles abandonnées en plein désert.
La vitalité de Gourp était telle que malgré la gangrène très avancée et les brûlures internes provoquées par l'acide absorbée, il est hospitalisé à Casablanca le 2 décembre. Le 3, il écrit une lettre à ses parents dans laquelle il témoigne de son calvaire. Le 4, il est amputé de la jambe droite. Il décède le 5 décembre 1926. Mermoz aura le temps de retrouver « Louisou » son frère cadet, qui faisait son service militaire à Marrakech. Ils devaient l'assister dans ses derniers instants. Didier Daurat remettra la Légion d'Honneur à cet authentique héros mort au service des hommes. Son assassin Ould Adj Rab ne lui survécut que peu de temps, il voulut attaquer Port-Étienne et fut tué devant le fortin.
Le corps de Léopold fut ramené à Rieux-Minervois dans un cercueil en zinc, plombé, et inhumé à Rieux le 22 décembre 1926, jour de la foire, devant une foule innombrable.

## Distinctions et honneurs

### Décorations

#### Décorations nationales
- Chevalier de la Légion d'honneur (02 décembre 1926)[1]
- Croix de guerre des Théâtres d'opérations extérieurs
- Médaille commémorative du Maroc

### Hommages
- Un lotissement à Rieux-Minervois porte son nom et sur la corniche à Dakar au Sénégal, il est le deuxième nom gravé sur le monument dédié aux disparus de l'Aéropostale, en seconde place après Des Paillères qui s'écrasa en atterrissant à Port Étienne.
- De nombreux écrivains retraceront cette période et un téléfilm Drame dans le désert raconte l'épisode vécu par Gourp, Erable et Pintado, dans lequel l'acteur Robert Etcheverry tient le rôle de Gourp (voir le paragraphe filmographie).

## Filmographie
- Dans la mini-série téléfilm, L'Aéropostale, courrier du ciel, de Gilles Grangier, diffusée sur FR3, entre décembre 1980 et janvier 1981, le personnage de Leopold Gourp apparait dans le 3e épisode, sous les traits du comédien, Robert Etcheverry.

## Théâtre
- Aéropostale - Une civilisation à part, de Vincent Néron-Gasnier, 2021.